# برتراند سانت-ارنو
برتراند سانت-ارنو هو قاضي وسياسي كندي، ولد في 13 سبتمبر 1958 في مونتريال في كندا. نشط حزبياً في الحزب الكيبيكي. وقد انتخب عضو الجمعية الوطنية في كيبك ‏.